# Рене Превал
Рене Гарсия Превал (на хаитянски креолски: René Garcia Préval) е хаитянски политик – бивш президент и премиер на Хаити.

## Биография
Роден е в семейството на хаитянски политик, министър на селското стопанство в правителството на генерал Пол Маглуар. Следва агрономство в Жамблу и Католическия университет Льовен, Белгия, както и геология (геотермални науки) в Университета на Пиза, Италия.
След 5 години в Ню Йорк се завръща в родината си и постъпва в Националния институт по минерални ресурси. Със съдружници открива пекарна в столицата, занимава се с благотворителна и политическа дейност.
Преди да заеме президентския пост, Превал е министър-председател при президента Жан-Бертран Аристид от 13 февруари до 11 октомври 1991 г. От 19 февруари до 11 октомври същата година едновременно е и министър на вътрешните работи и на националната отбрана. Бяга от страната след военния преврат от 30 септември 1991 г.
Той е президент на страната в продължение на 2 непоследователни мандата: от 7 февруари 1996 до 7 февруари 2001 г. и отново от 14 май 2006 до 14 май 2011 г. Разпуска парламента през 1999 г. и управлява с декрети до края на първия си президентски мандат. Земетресението от 2010 г. (през втория му мандат) го застига с жена му напът да влязат в дома си точно преди да се срине.
Поради конституционна забрана не издига кандидатурата си за президент на изборите от 2010 – 2011 г.